# Umberto Nobile
Umberto Nobile (født 21. januar 1885, død 30. juli 1978) var en italiensk luftfartsingeniør og polarfarer, mest kendt for sine luftskibe, deriblandt luftskibet "Norge", som var det første luftfartøj som fløj over Nordpolen. Han var selv med på denne rejse sammen med Roald Amundsen og Lincoln Ellsworth. Men efter turen blev han og Amundsen uvenner om hvem som havde æren for rejsen.
Nobile kom senere tilbage til Arktis, denne gang som leder af en ekspedition med luftskibet "Italia". Der blev totalt foretaget tre flyvninger. De to første rejser kortlagde nordøstkysten af Grønland, Nikolai II land og Nordøstlandet, samt indhentede videnskabelig data af forskellig karakter.
Den tredje ekspedition begyndte 22. maj 1928 og gik til Nordpolen. På vej tilbage til Ny-Ålesund havarerede luftskibet, og resultatet blev den største internationale redningsaktion i polare egne nogen sinde, hvor over 1.500 mennesker fra syv forskellihe nationer deltog. Under denne redningsaktion omkom blandt andet Roald Amundsen sammen med mandskabet i det franske Latham 47-fly, han sad i. Det skulle gå 48 dage, før alle de overlevende var blevet hentet ud fra den drivende pakis. Nobile var den første, der blev hentet og bragt tilbage til Spitsbergen, da man mente, at han kunne lede redningen af resten af mannskabet derifra. Under et forsøg på at redde resten af mandskabet blev redningsflyet, en Fokker C.V, skadet under landing på isen, og den svenske pilot Lundborg måtte vente i 14 dage, før hans kolleger formåede at lande og hente ham ud. Nobile blev sat i arrest ombord i følgebåden, som lå i Kings Bay (Ny-Ålesund) og anklaget for at have forladt sit mandskab. Han brugte resten af sit liv på at forsvare sig mod disse og andre anklager.

## Umberto Nobile efter polarrejserne
Da han kom tilbage til Italien, blev Nobile anklaget for at have forladt sit mandskab. Nobile, som aldrig havde støttet Mussolini, blev degraderet. I 1931 flyttede han til Sovjetunionen og senere til USA. Han kom ikke tilbage til Italien før efter 2. verdenskrig.
Den italienske republik, som blev grundlagt efter fascismen, gav Nobile hans general-titel tilbage, og han blev rehabiliteret.